# World Magnetic Tour

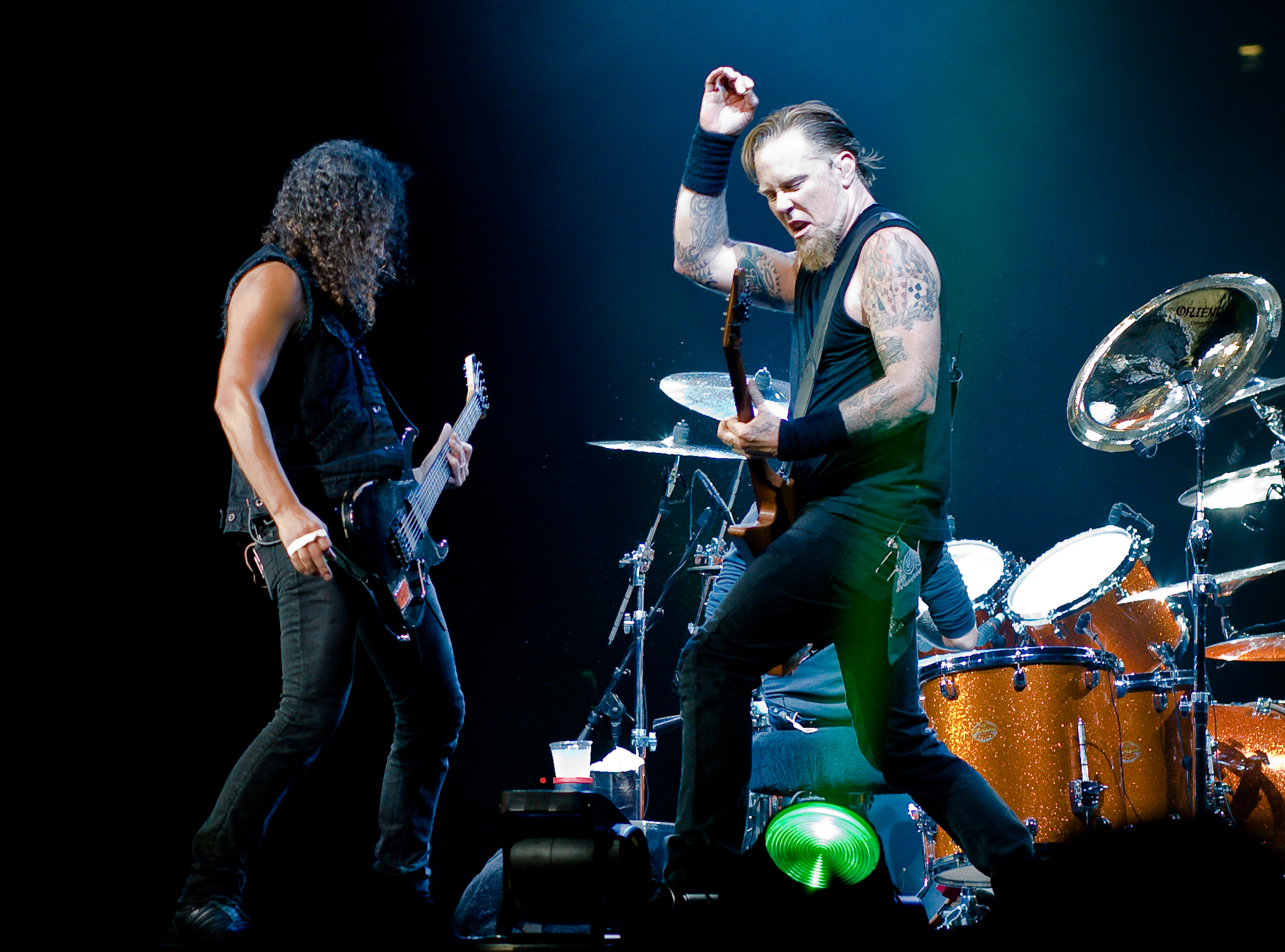
Metallica podczas koncertu w Londynie, 15 września 2008

World Magnetic Tour – trasa koncertowa zespołu Metallica, która odbyła się na przełomie 2008 i 2010 roku. W 2008 roku obejmowała trzy koncerty w Europie i 28 w Ameryce Północnej. W 2009 roku obejmowała 42 koncerty w Ameryce Północnej i 47 w Europie. W 2010 roku zespół dał 16 koncertów w Ameryce Południowej, 24 w Europie, 1 w Izraelu, 1 w Stanach Zjednoczonych, 2 w Japonii i 19 w Oceanii.

## Program koncertów według albumów
Kill'Em All: Hit the Lights (36 koncertów), The Four Horsemen (28 koncertów), Motorbreath (34 koncerty), Jump In The Fire (7 koncertów), Whiplash (33 koncerty), Phantom Lord (20 koncertów), No Remorse (25 koncertów), Seek & Destroy (182 koncerty).
Ride the Lightning: Fight Fire with Fire (55 koncertów), Ride the Lightning (43 koncerty), For Whom the Bell Tolls (76 koncertów), Fade to Black (65 koncertów), Trapped Under Ice (17 koncertów), Creeping Death (81 koncertów), The Call of Ktulu (1 koncert).
Master of Puppets: Battery (40 koncertów), Master of Puppets (182 koncerty), The Thing That Should Not Be (11 koncertów), Welcome Home (Sanitarium) (43 koncerty), Disposable Heroes (13 koncertów), Leper Mesiah (12 koncertów), Orion (7 koncertów), Damage Inc. (23 koncerty).
…And Justice for All: Blackened (60 koncertów), …And Justice for All (14 koncertów), One (182 koncerty), The Shortest Straw (10 koncertów), Harvester of Sorrow (53 koncerty), Dyers Eve (18 koncertów).
Metallica: Enter Sandman (182 koncerty), Sad But True (182 koncerty), Holier Than Thou (24 koncerty), The Unforgiven (29 koncertów), Wherever I May Roam (40 koncertów), Through the Never (11 koncertów), Nothing Else Matters (182 koncerty), Of Wolf And Man (18 koncertów), The God That Failed (2 koncerty).
Load: Until It Sleeps (9 koncertów), King Nothing (1 koncert), Bleeding Me (2 koncerty), The Outlaw Torn (3 koncerty).
Re-Load: Fuel (38 koncertów), The Memory Remains (22 koncerty).
Garage Inc.: Turn the Page (30 koncertów); Die, Die My Darling (30 koncertów); Whiskey In The Jar (1 koncert), Helpless (20 koncertów), The Small Hours (1 koncert), The Wait (7 koncertów), Last Caress (31 koncertów), Green Hell (1 koncert), Am I Evil? (26 koncertów), Blitzkrieg (13 koncertów), Breadfan (30 koncertów), The Prince (20 koncertów), Stone Cold Crazy (50 koncertów), So What? (2 koncerty), Killing Time (5 koncertów), Overkill (3 koncerty), Damage Case (1 koncert), Stone Dead Forever (1 koncert), Too Late, Too Late (5 koncertów).
S&M: No Leaf Clover (13 koncertów).
M:I-2:I Disappear (5 koncertów).
We All Love Ennio Morricone: The Ecstasy of Gold (1 koncert).
Death Magnetic: That Was Just Your Life (169 koncertów), The End of the Line (149 koncertów), Broken, Beat & Scarred (148 koncertów), The Day That Never Comes (141 koncertów), All Nightmare Long (92 koncerty), Cyanide (134 koncerty), The Unforgiven III (7 koncertów), The Judas Kiss (29 koncertów), Suicide & Redemption (1 koncert), My Apocalypse (36 koncertów).
Inne utwory: Hole in the Sky (cover Black Sabbath) (1 koncert), Motorcycle Man (cover Saxon) (1 koncert).

## Koncerty w 2008
Europa
1. 12 września 2008 – Berlin, Niemcy – O2 World
2. 14 września 2008 – Londyn, Wielka Brytania – BBC Radio Theatre
3. 15 września 2008 – Londyn, Wielka Brytania – O2 Arena

Ameryka Północna
1. 17 października 2008 – Daly City, Kalifornia, Stany Zjednoczone – Cow Palace
2. 20 października 2008 – Glendale, Arizona, Stany Zjednoczone – Jobing.com Arena
3. 21 października 2008 – Glendale, Arizona, Stany Zjednoczone – Jobbing.com Arena
4. 23 października 2008 – Albuquerque, Nowy Meksyk, Stany Zjednoczone – Tingley Coliseum
5. 25 października 2008 – Kansas City, Missouri, Stany Zjednoczone – Sprint Center
6. 26 października 2008 – Des Moines, Iowa, Stany Zjednoczone – Wells Fargo Arena
7. 1 listopada 2008 – Portland, Oregon, Stany Zjednoczone – Rose Garden Arena
8. 3 listopada 2008 – Salt Lake City, Utah, Stany Zjednoczone – EnergySolutions Arena
9. 4 listopada 2008 – Denver, Kolorado, Stany Zjednoczone – Pepsi Center
10. 6 listopada 2008 – Omaha, Nebraska, Stany Zjednoczone – Qwest Center
11. 8 listopada 2008 – Moline, Illinois, Stany Zjednoczone – i wireless Center
12. 9 listopada 2008 – Columbus, Ohio, Stany Zjednoczone – Jerome Schottenstein Center
13. 17 listopada 2008 – St. Louis, Missouri, Stany Zjednoczone – Scottrade Center
14. 18 listopada 2008 – Tulsa, Oklahoma, Stany Zjednoczone – BOK Center
15. 20 listopada 2008 – Houston, Teksas, Stany Zjednoczone – Toyota Center
16. 22 listopada 2008 – North Little Rock, Arizona, Stany Zjednoczone – Alltel Arena
17. 23 listopada 2008 – Nowy Orlean, Luizjana, Stany Zjednoczone – New Orleans Arena
18. 1 grudnia 2008 – Seattle, Waszyngton, Stany Zjednoczone – KeyArena
19. 2 grudnia 2008 – Vancouver, Kolumbia Brytyjska, Kanada – General Motors Place
20. 4 grudnia 2008 – Calgary, Alberta, Kanada – Pengrowth Saddledome
21. 5 grudnia 2008 – Calgary, Alberta, Kanada – Pengrowth Saddledome
22. 7 grudnia 2008 – Edmonton, Alberta, Kanada – Rexall Place
23. 12 grudnia 2008 – Ontario, Kalifornia, Stany Zjednoczone – Citizens Business Bank Arena
24. 13 grudnia 2008 – Fresno, Kalifornia, Stany Zjednoczone – Save Mart Center
25. 15 grudnia 2008 – San Diego, Kalifornia, Stany Zjednoczone – Cox Arena
26. 17 grudnia 2008 – Inglewood, Kalifornia, Stany Zjednoczone – Kia Forum
27. 18 grudnia 2008 – Inglewood, Kalifornia, Stany Zjednoczone – The Forum
28. 20 grudnia 2008 – Oakland, Kalifornia, Stany Zjednoczone – Oracle Arena

## Koncerty w 2009
Ameryka Północna – część 1
1. 12 stycznia 2009 – Milwaukee, Wisconsin, Stany Zjednoczone – Bradley Center
2. 13 stycznia 2009 – Detroit, Michigan, Stany Zjednoczone – Joe Louis Arena
3. 15 stycznia 2009 – Waszyngton, Stany Zjednoczone – Verizon Center
4. 17 stycznia 2009 – Filadelfia, Pensylwania, Stany Zjednoczone – Wachovia Center
5. 18 stycznia 2009 – Boston, Massachusetts, Stany Zjednoczone – TD Banknorth Garden
6. 26 stycznia 2009 – Rosemont, Illinois, Stany Zjednoczone – Allstate Arena
7. 27 stycznia 2009 – Rosemont, Illinois, Stany Zjednoczone – Allstate Arena
8. 29 stycznia 2009 – Uniondale, Nowy Jork, Stany Zjednoczone – Nassau Veterans Memorial Coliseum
9. 31 stycznia 2009 – Newark, New Jersey, Stany Zjednoczone – Prudential Center
10. 1 lutego 2009 – Newark, New Jersey, Stany Zjednoczone – Prudential Center

Europa – część 1
1. 25 lutego 2009 – Nottingham, Wielka Brytania – Trent FM Arena
2. 26 lutego 2009 – Manchester, Wielka Brytania – Evening News Arena
3. 28 lutego 2009 – Sheffield, Wielka Brytania – Sheffield Arena
4. 2 marca 2009 – Londyn, Wielka Brytania – O2 Arena
5. 3 marca 2009 – Newcastle, Wielka Brytania – Metro Radio Arena
6. 5 marca 2009 – Antwerpia, Belgia – Sportpaleis
7. 7 marca 2009 – Sztokholm, Szwecja – Globen

Ameryka Północna – część 2
1. 20 marca 2009 – Austin, Teksas, Stany Zjednoczone – Stubb's

Europa – część 2
1. 25 marca 2009 – Birmingham, Wielka Brytania – LG Arena
2. 26 marca 2009 – Glasgow, Wielka Brytania – SECC
3. 28 marca 2009 – Londyn, Wielka Brytania – O2 Arena
4. 30 marca 2009 – Rotterdam, Holandia – Ahoy
5. 1 kwietnia 2009 – Paryż, Francja – Palais Omnisports de Bercy
6. 2 kwietnia 2009 – Paryż, Francja – Palais Omnisports de Bercy

Europa – część 3
1. 4 maja 2009 – Sztokholm, Szwecja – Globen
2. 6 maja 2009 – Monachium, Niemcy – Olympiahalle
3. 7 maja 2009 – Lipsk, Niemcy – Leipzig Arena
4. 9 maja 2009 – Stuttgart, Niemcy – Hanns-Martin-Schleyer-Halle
5. 11 maja 2009 – Frankfurt nad Menem, Niemcy – Festhalle
6. 12 maja 2009 – Hamburg, Niemcy – Color Line Arena
7. 14 maja 2009 – Wiedeń, Austria – Wiener Stadthalle
8. 16 maja 2009 – Oberhausen, Niemcy – König Pilsener Arena
9. 17 maja 2009 – Kolonia, Niemcy – Lanxess Arena

Ameryka Południowa – część 1
1. 4 czerwca 2009 – Meksyk, Meksyk – Foro Sol
2. 6 czerwca 2009 – m. Meksyk, Meksyk – Foro Sol
3. 7 czerwca 2009 – m. Meksyk, Meksyk – Foro Sol

Europa – część 4
1. 14 czerwca 2009 – Helsinki, Finlandia – Hartwall Arena
2. 15 czerwca 2009 – Helsinki, Finlandia – Hartwall Arena
3. 17 czerwca 2009 – Oslo, Norwegia – Spektrum
4. 19 czerwca 2009 – Nickelsdorf, Austria – Nova Rock Festival
5. 20 czerwca 2009 – Nijmegen, Holandia – Sonisphere Festival
6. 22 czerwca 2009 – Mediolan, Włochy – Mediolanum Forum
7. 24 czerwca 2009 – Rzym, Włochy – PalaLottomatica
8. 4 lipca 2009 – Hockenheim, Niemcy – Sonisphere Festival
9. 5 lipca 2009 – Werchter, Belgia – Rock Werchter Festival
10. 7 lipca 2009 – Nîmes, Francja – Arénes de Nîmes
11. 9 lipca 2009 – Lizbona, Portugalia – Optimus Alive!Festival
12. 11 lipca 2009 – Barcelona, Hiszpania – Sonisphere Festival
13. 13 lipca 2009 – Madryt, Hiszpania – Palacio de Deportes
14. 14 lipca 2009 – Madryt, Hiszpania – Palacio de Deportes
15. 16 lipca 2009 – Zurych, Szwajcaria – Hallenstadion
16. 18 lipca 2009 – Hultsfred, Szwecja – Sonisphere Festival
17. 20 lipca 2009 – Kopenhaga, Dania – Forum
18. 23 lipca 2009 – Kopenhaga, Dania – Forum
19. 25 lipca 2009 – Pori, Finlandia – Sonisphere Festival
20. 27 lipca 2009 – Kopenhaga, Dania – Forum
21. 28 lipca 2009 – Kopenhaga, Dania – Forum
22. 30 lipca 2009 – Dublin, Irlandia – Marlay Park
23. 2 sierpnia 2009 – Knebworth, Wielka Brytania – Sonisphere Festival

Ameryka Północna – część 3
1. 11 września 2009 – San Rafael, Kalifornia, Stany Zjednoczone – Marin Veteran's Memorial Auditorium
2. 14 września 2009 – Nashville, Tennessee, Stany Zjednoczone – Sommet Center
3. 15 września 2009 – Cincinnati, Ohio, Stany Zjednoczone – U.S. Bank Arena
4. 17 września 2009 – Indianapolis, Indiana, Stany Zjednoczone – Conseco Fieldhouse
5. 19 września 2009 – Montreal, Quebec, Kanada – Centre Bell
6. 20 września 2009 – Montral, Quebec, Kanada – Centre Bell
7. 28 września 2009 – San Antonio, Teksas, Stany Zjednoczone – AT&T Center
8. 29 września 2009 – Dallas, Teksas, Stany Zjednoczone – American Airlines Center
9. 1 października 2009 – Sunrise, Floryda, Stany Zjednoczone – BankAtlantic Center
10. 3 października 2009 – Tampa, Floryda, Stany Zjednoczone – St. Pete Times Forum
11. 4 października 2009 – Atlanta, Georgia, Stany Zjednoczone – Philips Arena
12. 12 października 2009 – Winnipeg, Manitoba, Kanada – MTS Centre
13. 13 października 2009 – Minneapolis, Minnesota, Stany Zjednoczone – Target Center
14. 15 października 2009 – Cleveland, Ohio, Stany Zjednoczone – Quicken Loans Arena
15. 17 października 2009 – Charlottesville, Wirginia, Stany Zjednoczone – John Paul Jones Arena
16. 18 października 2009 – Charlotte, Karolina Północna, Stany Zjednoczone – Time Warner Cable Arena
17. 26 października 2009 – Toronto, Ontario, Kanada – Air Canada Centre
18. 27 października 2009 – Toronto, Ontario, Kanada – Air Canada Centre
19. 31 października 2009 – Quebec, Quebec, Kanada – Colisée Pepsi
20. 1 listopada 2009 – Québec, Quebec, Kanada – Colisée Pepsi
21. 3 listopada 2009 – Ottawa, Ontario, Kanada – Scotiabank Place
22. 9 listopada 2009 – Grand Rapids, Michigan, Stany Zjednoczone – Van Andel Arena
23. 10 listopada 2009 – Buffalo, Nowy Jork, Stany Zjednoczone – HSBC Arena
24. 12 listopada 2009 – Albany, Nowy Jork, Stany Zjednoczone – Times Union Center
25. 14 listopada 2009 – Nowy Jork, Nowy Jork, Stany Zjednoczone – Madison Square Garden
26. 15 listopada 2009 – Nowy Jork, Nowy Jork, Stany Zjednoczone – Madison Square Garden

Ameryka Północna – część 4
1. 5 grudnia 2009 – Las Vegas, Nevada, Stany Zjednoczone – Mandalay Bay Events Center
2. 7 grudnia 2009 – Nampa, Idaho, Stany Zjednoczone – Idaho Center
3. 8 grudnia 2009 – Sacramento, Kalifornia, Stany Zjednoczone – ARCO Arena
4. 10 grudnia 2009 – Anaheim, Kalifornia, Stany Zjednoczone – Honda Center
5. 12 grudnia 2009 – San Jose, Kalifornia, Stany Zjednoczone – HP Pavilion

## Koncerty w 2010
Ameryka Południowa – część 1
1. 19 stycznia 2010 – Peru, Lima – Estadio Universidad San Marcos
2. 21 stycznia 2010 – Buenos Aires, Argentyna – Estadio Antonio Vespucio Liberti
3. 22 stycznia 2010 – Buenos Aires, Argentyna – Estadio Antonio Vespucio Liberti
4. 24 stycznia 2010 – Córdoba, Argentyna – Orfeo Superdomo
5. 26 stycznia 2010 – Santiago, Chile – Club Hipico
6. 28 stycznia 2010 – Porto Alegre, Brazylia – Parque Condor
7. 30 stycznia 2010 – São Paulo, Brazylia – Estádio do Morumbi
8. 31 stycznia 2010 – São Paulo, Brazylia – Estádio do Morumbi

Ameryka Południowa – część 2
1. 1 marca 2010 – Guadalajara, Meksyk – Estadio Tres de Marzo
2. 3 marca 2010 – Monterrey, Meksyk – Estadio Universitario
3. 5 marca 2010 – Gwatemala, Gwatemala – Estadio Mateo Flores
4. 7 marca 2010 – San José, Kostaryka – Estadio Ricardo Saprissa Aymá
5. 8 marca 2010 – Panama, Panama – Centro de Convenciones Figali
6. 10 marca 2010 – Bogota, Kolumbia – Parque Simón Bolívar
7. 12 marca 2010 – Caracas, Wenezuela – Campos de Beisbol de la Rinconada
8. 14 marca 2010 – San Juan, Portoryko – Coliseo de Josè Miguel Agrelot

Europa – część 1
1. 13 kwietnia 2010 – Oslo, Norwegia – Telenor Arena
2. 14 kwietnia 2010 – Oslo, Norwegia – Telenor Arena
3. 17 kwietnia 2010 – Ryga, Łotwa – Arēna Rīga
4. 18 kwietnia 2010 – Tallinn, Estonia – Saku Suurhall
5. 20 kwietnia 2010 – Wilno, Litwa – Siemens Arena
6. 21 kwietnia 2010 – Wilno, Litwa – Siemens Arena
7. 24 kwietnia 2010 – Moskwa, Rosja – Stadion Łużniki
8. 25 kwietnia 2010 – Moskwa, Rosja – Stadion Łużniki

Izrael i Europa – część 2
1. 11 maja 2010 – Belfast, Irlandia Północna – Odyssey Arena
2. 12 maja 2010 – Belfast, Irlandia Północna – Odyssey Arena
3. 14 maja 2010 – Budapeszt, Węgry – Stadion im. Ferenca Puskása
4. 16 maja 2010 – Zagrzeb, Chorwacja – Hipodrom Zagreb
5. 18 maja 2010 – Lizbona, Portugalia – Pavilhão Atlântico
6. 19 maja 2010 – Lizbona, Portugalia – Pavilhão Atlântico
7. 22 maja 2010 – Tel Awiw, Izrael – Itztadion Ramat Gan
8. 23 maja 2010 – Lyon, Francja – Halle Tony Garnier

Europa – część 3
1. 14 czerwca 2010 – Madryt, Hiszpania – Rock in Rio Festival
2. 16 czerwca 2010 – Warszawa, Polska – Sonisphere Festival
3. 18 czerwca 2010 – Jonschwil, Szwajcaria – Sonisphere Festival
4. 19 czerwca 2010 – Milovice, Czechy – Sonisphere Festival
5. 22 czerwca 2010 – Sofia, Bułgaria – Sonishpehere Festival
6. 24 czerwca 2010 – Ateny, Grecja – Sonisphere Festival
7. 26 czerwca 2010 – Bukareszt, Rumunia – Sonisphere Festival
8. 27 czerwca 2010 – Stambuł, Turcja – Sonisphere Festival

Oceania – część 1
1. 15 września 2010 – Melbourne, Australia – Rod Laver Arena
2. 16 września 2010 – Melbourne, Australia – Rod Laver Arena
3. 18 września 2010 – Sydney, Australia – Acer Arena
4. 21 września 2010 – Christchurch, Nowa Zelandia – CBS Canterbury Arena
5. 22 września 2010 – Christchurch, Nowa Zelandia – CBS Canterbury Arena

Japonia
1. 25 września 2010 – Tokio, Saitama Super Arena
2. 26 września 2010 – Tokio, Saitama Super Arena

Oceania – część 2
1. 13 października 2010 – Auckland, Nowa Zelandia – Vector Arena
2. 14 października 2010 – Auckland, Nowa Zelandia – Vector Arena
3. 16 października 2010 – Brisbane, Australia – Entertainment Centre
4. 18 października 2010 – Brisbane, Australia – Entertainment Centre
5. 19 października 2010 – Brisbane, Australia – Entertainment Centre
6. 22 października 2010 – Perth, Australia – Burswood Dome
7. 23 października 2010 – Perth, Australia – Burswood Dome

Stany Zjednoczone
1. 4 listopada 2010 – Santa Monica, Kalifornia – Santa Monica Airport

Oceania – część 3
1. 10 listopada 2010 – Sydney, Australia – Acer Arena
2. 11 listopada 2010 – Sydney, Australia – Acer Arena
3. 13 listopada 2010 – Sydney, Australia – Acer Arena
4. 15 listopada 2010 – Adelaide, Australia – Entertainment Centre
5. 16 listopada 2010 – Adelajda, Australia – Entertainment Centre
6. 18 listopada 2010 – Melbourne, Australia – Rod Laver Arena
7. 20 listopada 2010 – Melbourne, Australia – Rod Laver Arena
8. 21 listopada 2010 – Melbourne, Australia – Rod Laver Arena

## Muzycy
- James Hetfield – wokal, gitara rytmiczna
- Kirk Hammett – gitara prowadząca
- Robert Trujillo – gitara basowa
- Lars Ulrich – perkusja

## Artyści supportujący Metallikę
- Alice in Chains (Dublin)
- Avenged Sevenfold (m. Meksyk i Dublin)
- Baroness (Oceania)
- Criminal (Santiago)
- Deep Trip (Bogota)
- Dischord (Caracas)
- Down (od 21 października do 23 listopada 2008)
- Extinción (Gwatemala)
- Fear Factory (od 13 do 25 kwietnia 2010 i od 15 do 26 września 2010)
- Glyder (Dublin)
- Gojira (od 14 do 18 października 2009 i od 13 do 25 kwietnia 2010)
- Hibira (Porto Alegre)
- High on Fire (od 11 do 23 maja 2010)
- Horcas (21 stycznia 2010 w Buenos Aires)
- Lamb of God (od 1 do 15 i 20 grudnia 2008; od 14 do 24 czerwca 2009; od 13 do 30 lipca 2009; od 14 września do 15 listopada 2009; od 13 do 23 października 2010 i od 10 do 21 listopada 2010)
- Un León D-mente (Buenos Aires)
- Machine Head (17 i 18 grudnia 2008; od 12 stycznia do 1 lutego 2009; od 25 lutego do 7 marca 2009; od 25 marca do 2 kwietnia 2009; od 4 do 17 maja 2009 i od 5 do 12 grudnia 2009)
- Mad (Cordoba)
- Maligno (Guadalajara i Monterrey)
- Mass Hysteria (Nímes)
- Mastodon (od 14 do 24 czerwca 2009; od 13 lipca do 1 sierpnia 2009 i od 1 do 14 marca 2010)
- M.O.P.A. (Nîmes)
- Necropsya (Lima)
- O’Connor (Buenos Aires 22 stycznia 2010)
- Orphaned Land (Tel Awiw)
- Pneuma (San Jose)
- Resorte (m. Meksyk)
- Sepultura (São Paulo)
- The Sword (od 21 października do 20 grudnia 2008; od 12 stycznia do 1 lutego 2009; od 25 lutego do 7 marca 2009; od 25 marca do 2 kwietnia 2009; od 4 do 17 maja 2009 i od 15 do 26 września 2010)
- Tainted (Christchurch)
- Volbeat (od 26 października do 15 listopada 2009; od 5 do 12 grudnia 2009; od 11 do 23 maja 2010 i 25 maja 2010)